# Wyrocznia w Dodonie
Wyrocznia w Dodonie – najstarsza wyrocznia grecka, która znajdowała się w świętym gaju Zeusa w Dodonie w Epirze.
Kapłani selloj wieszczyli na podstawie szumu świętych dębów lub dźwięku poruszanych przez wiatr brązowych mis.
Wyrocznia stopniowo traciła na znaczeniu na rzecz wyroczni delfickiej, która stała się wyrocznią panhelleńską.
Sama zachowała znaczenie lokalne do ok. II wieku.
Z przepowiedni wyroczni korzystali m.in. Odyseusz i Krezus.